# The Galaxy Railways
The Galaxy Railways (銀河鉄道物語 Ginga Tetsudō Monogatari?) es una serie de anime de 26 episodios acerca de una red de trenes voladores en los confines del espacio exterior, producida por Leiji Matsumoto, también creador del manga. Se transmitió por primera vez el 4 de octubre de 2003. Cuenta con dos secuelas.

## Trama

### The Galaxy Railways
La historia se desarrolla en un futuro en el que existen trenes capaces de viajar por el espacio. La red de Ferrocarriles Galácticos (Galaxy Railways) está protegida por la Fuerza de Defensa Espacial (SDF, Space Defense Force, por sus siglas en inglés), en contra de terroristas intergalácticos, lluvias de meteoritos o extraterrestres hostiles.
En las series, al parecer Galaxy Railways no es sólo una red ferroviaria, también es un gobierno o institución que controla un amplio sector de la galaxia. El cuartel general de los ferrocarriles galácticos gobierna a la SDF y a los SPG (Granaderos Panzer del Espacio, por sus siglas en inglés, un organismo militar de élite) así como a las operaciones de trenes de pasajeros y de carga.
Al principio de la historia, Manabu Yuuki, el personaje principal, siempre ha deseado trabajar en la SDF para seguir los pasos de su padre (Wataru) y su hermano (Mamoru), ambos muertos trágicamente mientras servían a la SDF. Por esa razón, la madre de Manabu trata de impedir que éste se una a los ferrocarriles galácticos; sin embargo, Manabu persevera, y aborda el tren que lo llevará a la Estación Destiny para unirse a la fuerza. Manabu entrena duro, y a pesar de tener problemas con el capitán Bulge, Bruce y otros personajes, logra unirse al pelotón Sirius, el cual fue comandado por su padre.
La serie transcurre entre diferentes aventuras y conflictos con terroristas y especies hostiles, incluso se dan algunas pérdidas dentro del equipo Sirius.
El tren del pelotón Sirius está remolcado por una locomotora de vapor llamada Big One, la cual está basada en la Big Boy de Union Pacific, considerada como la  más grande del mundo. El pelotón Sirius es el principal en la serie, aunque también existen el Spica y Vega, que hacen algunas apariciones y se involucran aún más al final de la serie.

### A Letter from the Abandoned Planet
The Galaxy Railways: A Letter from the Abandoned Planet (銀河鉄道物語 ～忘れられた時の惑星～ Ginga Tetsudō Monogatari ~Wasurerareta Toki no Wakusei~?, Planet of Forgotten Time) Es un OVA de 4 partes, el cual enlaza las dos temporadas, así como un crossover entre Galaxy Railways y Galaxy Express 999. 
En este OVA, el Galaxy Express 999 se estrella en el planeta Herise, y es el deber del pelotón Sirius de la SDF ayudar en la situación.
El planeta Herise es un lugar que se encuentra en una anomalía espacio-temporal, en donde un hombre misterioso intenta cambiar eventos pasados para evitar una tragedia personal. Para ello, necesita a Killian, el miembro más nuevo del pelotón Sirius, quien está imbuído de esa anomalía temporal y es una pieza clave, por lo que lo secuestra.
En esta obra se revela el pasado de Killian y su conexión con el 999: el chico es hijo adoptivo del conductor del mítico tren, quien tuvo qué dejarlo por circunstancias adversas. Hacen su aparición, además, Tetsuro y Maetel, los protagonistas principales de Galaxy Express 999, quienes se unen al pelotón Sirius para ayudarles a restaurar la continuidad Tiempo-Espacio.
En esta miniserie, Layla Destiny, la comandante suprema de los ferrocarriles galácticos, tiene un rol crucial en la restauración de los eventos como deberían de ser; así mismo, al parecer esta serie se sitúa en un tiempo en el que las aventuras de Tetsuro ya son conocidas en gran parte de la galaxia, haciéndolo una figura casi heroica y mítica, tal y como lo referencia David, uno de los miembros del pelotón Sirius, cuando recuerda quién es el muchacho, y que debió haberle pedido por lo menos su autógrafo. 

### Crossroads to Eternity
The Galaxy Railways: Crossroads to Eternity (銀河鉄道物語 ～永遠への分岐点～ Ginga Tetsudō Monogatari ~Eien e no Bunkiten~?) En el año 2006, esta serie se transmitió en Japón con 26 episodios. Sin embargo, solamente 24 se transmitieron en TV, los dos restantes en DVD.
La temporada comienza después de un tiempo indeterminado después de la primera temporada. Después de algunos episodios de relleno, la trama de la temporada se desenvuelve; todo se desencadena con una cápsula emergiendo de una anomalía temporal, dentro de la cual se encuentra Frell, una niña que dice venir de un universo paralelo y necesita volver a su planeta de origen. Al escuchar el nombre de Manabu, dice conocer a Wataru, su padre, o al menos haber oído de él.
Después de algunas aventuras dentro del universo paralelo, el pelotón entra a un pozo gravitatorio en donde son hallados trenes y equipo de los ferrocarriles galácticos que en el pasado desaparecieron misteriosamente. El pelotón se enfrentará a una inteligencia artificial defectuosa que ha utilizado dicha maquinaria, y al espíritu del padre de Manabu para conquistar ese universo.

### Conexiones con elLeijiverso
En este artículo, Leijiverso se define como el conjunto de trabajos hechos por Leiji Matsumoto, los cuales se desarrollan en el mismo universo ficticio.
- Mamoru, el hermano de Manabu, aborda el Galaxy Express 999 el día en que se va de su planeta natal, Tabito, para trabajar en los Ferrocarriles Galácticos.

- El Capitán Harlock aparece como el comodín en un juego de cartas entre los personajes principales.

- La cara de La princesa de los mil años aparece grabada en una moneda que David lanza al aire.
- Yuki Sexaroid, la androide asistente del Big One, es casi idéntica a Maetel de Galaxy Express 999, excepto por la vestimenta y el color de sus ojos.
- En un episodio aparece alguien llamado Oyama, un jugador empedernido con mala suerte, el cual es prácticamente idéntico en su fisonomía a Tochiro Oyama, uno de los personajes principales de Capitán Harlock.

## Música
Season One: The Galaxy Railways
| Intro                       |             |          |  |
| Title                       | Artist      | Episodes |  |
| Ginga Tetsudo wa Harukanari | Isao Sasaki | 1-26     |  |
|                             |             |          |  |
| Ending                      |             |          |  |
| Ginga no Hikari             | Isao Sasaki | 1-26     |  |

A Letter from the Abandoned Planet & Season Two: Crossroads to Eternity
| Intro           |           |      |  |
| Carry the Light | Jia-Jia   | 1-26 |  |
|                 |           |      |  |
| Ending          |           |      |  |
| ALL OF US       | Maki Goto | 1-26 |  |

## Episodios
Abajo se encuentran las listas de episodios de cada temporada.
| Episodio # | Título                      | Fecha de transmisión (Japón, Fuji TV) | Transmisión en inglés (Funimation Channel) |
| ---------- | --------------------------- | ------------------------------------- | ------------------------------------------ |
| 1          | Sacrificio                  | 2003-10-04                            | 2006-06-19                                 |
| 2          | Un nudo en el tiempo        | 2003-10-11                            |                                            |
| 3          | La rueda del destino        | 2003-10-18                            |                                            |
| 4          | Eternidad                   | 2003-10-25                            |                                            |
| 5          | Saboteado                   | 2003-11-01                            |                                            |
| 6          | Razón para vivir - 1        | 2003-11-08                            |                                            |
| 7          | Razón para vivir - 2        | 2003-11-15                            |                                            |
| 8          | La canción de la locomotora | 2003-11-22                            |                                            |
| 9          | La galería de la memoria    | 2003-11-29                            |                                            |
| 10         | Intersecciones              | 2003-12-06                            |                                            |
| 11         | No me olvides               | 2003-12-13                            |                                            |
| 12         | Crepúsculo                  | 2003-12-20                            |                                            |
| 13         | El tren ligado al destino   | 2004-01-10                            |                                            |
| 14         | Lazo                        | 2004-01-17                            |                                            |
| 15         | Fuerzas unidas              | 2004-01-24                            |                                            |
| 16         | Camarada                    | 2004-01-31                            |                                            |
| 17         | La diosa acorazada          | 2004-02-07                            |                                            |
| 18         | Vida y muerte               | 2004-02-14                            |                                            |
| 19         | Tranquilidad                | 2004-02-21                            |                                            |
| 20         | La elección                 | 2004-02-28                            |                                            |
| 21         | La revuelta                 | 2004-03-06                            |                                            |
| 22         | El viento inmisericorde     | 2004-03-13                            |                                            |
| 23         | El veredicto cruel          | 2004-03-20                            |                                            |
| 24         | La galaxia en llamas        | 2004-03-27                            |                                            |
| 25         | Ecos de vida                | 2004-04-03                            |                                            |
| 26         | Esperanza eterna            | 2004-04-10                            |                                            |

### Cambios en la temporada 2
Uno de los más evidentes fue el cambio de uniforme de azul oscuro a negro. La locomotora del Big One es reconstruida, ahora con deflectores de humo y un frente más aerodinámico.
| Episodio # | Título                              | Fecha de transmisión (Japón, Fuji TV) | Transmisión en inglés (Funimation Channel) |
| ---------- | ----------------------------------- | ------------------------------------- | ------------------------------------------ |
| 1          | Nueva salida                        | 2006-10-04                            |                                            |
| 2          | La línea entre la calma y la locura | 2006-10-11                            |                                            |
| 3          | La flor que se abre en el espacio   | 2006-10-18                            |                                            |
| 4          | Blues de polvo de estrellas         | 2006-10-25                            |                                            |
| 5          | El filo del abismo                  | 2006-11-01                            |                                            |
| 6          | Graduación                          | 2006-11-08                            |                                            |
| 7          | Rosas azules                        | 2006-11-15                            |                                            |
| 8          | Misión para dos                     | 2006-11-22                            |                                            |
| 9          | Camino hacia el mañana              | 2006-11-29                            |                                            |
| 10         | Futuro abandonado                   | 2006-12-06                            |                                            |
| 11         | Para aquellos con orgullo           | 2006-12-13                            |                                            |
| 12         | Alas del alma                       | 2006-12-20                            |                                            |
| 13         | La SDF, en problemas - 1            | 2007-01-10                            |                                            |
| 14         | La SDF, en problemas - 2            | 2007-01-17                            |                                            |
| 15         | Felicidad momentánea                | 2007-01-24                            |                                            |
| 16         | Polizón inesperado                  | 2007-01-31                            |                                            |
| 17         | Partida hacia lo desconocido        | 2007-02-07                            |                                            |
| 18         | El heredero de la lanza             | 2007-02-14                            |                                            |
| 19         | El llamado de la niebla             | 2007-02-21                            |                                            |
| 20         | Al final del viaje                  | 2007-02-28                            |                                            |
| 21         | Reunión                             | 2007-03-07                            |                                            |
| 22         | El laberinto llamado Destino        | 2007-03-14                            |                                            |
| 23         | A través de la tormenta             | 2007-03-21                            |                                            |
| 24         | El juramento eterno                 | 2007-03-28                            |                                            |

### OVA - A Letter from the Abandoned Planet
| Episodio # | Fecha de lanzamiento en DVD (Japón) |
| ---------- | ----------------------------------- |
| 1          | 2007-01-24                          |
| 2          | 2007-02-28                          |
| 3          | 2007-03-28                          |
| 4          | 2007-04-25                          |